# ぶらんこ乗り
『ぶらんこ乗り』（ぶらんこのり）は、2000年12月に理論社より刊行されたいしいしんじの小説。ISBN 4101069212
頭がよくお話作りが大好き、ぶらんこが大好きで指を鳴らすのが得意、声を失っても動物と会話ができた弟が残したノートを読みながら回想する、姉の物語。霜田あゆ美がカバー刺繍を担当した。

## あらすじ
頭がよく、作り話の天才。サーカスを見に行った日からぶらんこに乗るようになった。声を失っても拾い犬の指の音やその他の動物と話すことができた弟。サーカスや雹や両親の死などを経験し、弟がノートに書き残したお話を高校生の姉が回想しながら、弟のことを思い出す。

## 影響
- 吉澤嘉代子「ぶらんこ乗り」（アルバム「魔女図鑑」「屋根裏獣」収録作品）